# Mittelpunkt (Schriftzeichen)
Der Mittelpunkt – auch Halbhochpunkt oder Hochpunkt, von Schriftsetzern auch Mittepunkt oder Punkt auf Mitte genannt, speziell im Zusammenhang mit Leichter Sprache oder gendergerechter Schreibung auch Mediopunkt – ist ein Schriftzeichen, das in Gestalt und Größe dem als Satzzeichen verwendeten Punkt (Satzzeichen) gleicht, jedoch deutlich über der Grundlinie liegt. Im lateinschriftlichen Fließtext liegt er üblicherweise auf etwa halber Großbuchstabenhöhe (Versalhöhe) – also etwa in der Mitte der Schriftzeile (daher die Bezeichnung).
Das Zeichen wird als Rechenzeichen für die Grundrechenart Multiplikation (Malzeichen), außerdem zur Gliederung von Wortfolgen und in einigen Orthografien für spezielle Markierungen innerhalb von Wörtern verwendet; in einigen nichtlateinischen Schriftsystemen auch als Satzzeichen. In der Chemie wird es in speziellen Formeln verwendet. Häufig wird es zur Darstellung ähnlicher Zeichen verwendet, wenn diese (obwohl als eigenständige Schriftzeichen definiert) auf der verwendeten Tastatur oder in der gewählten Schriftart nicht zur Verfügung stehen.

## Typografie und Aussehen

Mittelpunkte in unterschiedlichen Schriftarten, jeweils links davon der dedizierte Unicode-Malpunkt (sofern in Schriftart vorhanden), Punkt und I (zur Markierung der Großbuchstabenhöhe), rechts x (zur Markierung der Kleinbuchstabenhöhe) und der ähnliche, aber fettere Blickfangpunkt (sofern in Schriftart vorhanden).
Obere Reihe: Arial, Times New Roman, Calibri, Cambria, Palatino Linotype, Minion Pro, Andron Mega Corpus.
Untere Reihe: DejaVu Sans, DejaVu Serif, Linux Libertine, Symbola, Courier New, Consolas.

Der Mittelpunkt folgt in Gestalt und Größe in der Regel dem auf der Grundlinie liegenden Punkt-Satzzeichen. Ist dieses beispielsweise in einer Schriftart quadratisch (wie in der Arial), ist auch der Mittelpunkt quadratisch. In Lateinschrift und verwandten Schriftsystemen kann das Zeichen (bezogen auf das Zentrum der Glyphe) je nach Schriftart zwischen der halben Versalhöhe und der halben x-Höhe (Kleinbuchstabenhöhe) liegen. In Schriften ohne Kleinbuchstaben (beispielsweise Chinesisch, Japanisch oder Runen) steht der Mittelpunkt regelmäßig auf halber Buchstabenhöhe.

## Verwendung

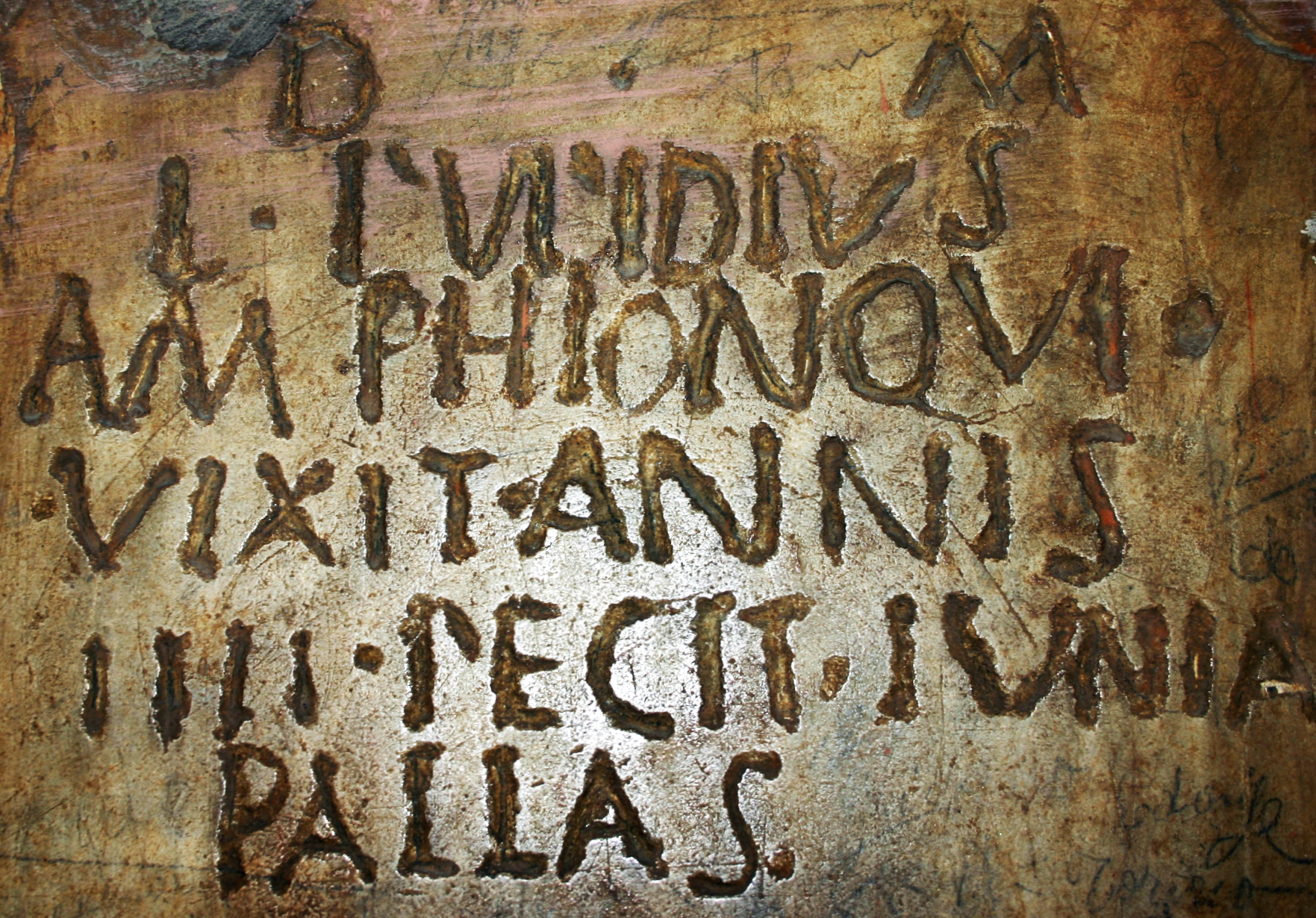
Römische Grabinschrift (San Silvestro in Capite, ca. 1. Jh. n. Chr.)

### Markierung von Wortgrenzen

#### Latein
In der lateinischen Schriftsprache, die anfangs nur mit Großbuchstaben und ohne Wortzwischenräume geschrieben wurde, diente der Mittelpunkt ursprünglich zur Markierung von Wortgrenzen. Später wurde er durch ein Leerzeichen ersetzt. Auch für andere Schriftsysteme, beispielsweise Runen, war ein Mittelpunkt als Worttrenner in Gebrauch.

#### Japanisch und Chinesisch
Die japanische und chinesische Schriftsprache verwenden den Mittelpunkt, um Wörter, insbesondere fremdsprachige Namen, zu trennen. Dies ist darauf zurückzuführen, dass in diesen Sprachen üblicherweise keine Trennungszeichen zwischen Wörtern verwendet werden. Beispiele: chinesisch 威廉・莎士比亞 / 威廉・莎士比亚 (wēilián·shāshìbǐyà) für „William Shakespeare“ oder japanisch フランクフルト・アム・マイン (Furankufuruto·amu·Main) für „Frankfurt am Main“.

### Markierung von getrennt zu lesenden Buchstabenfolgen

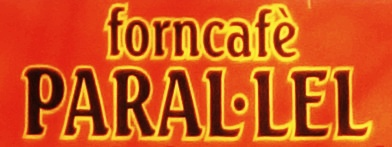
Ladenschild in Barcelona

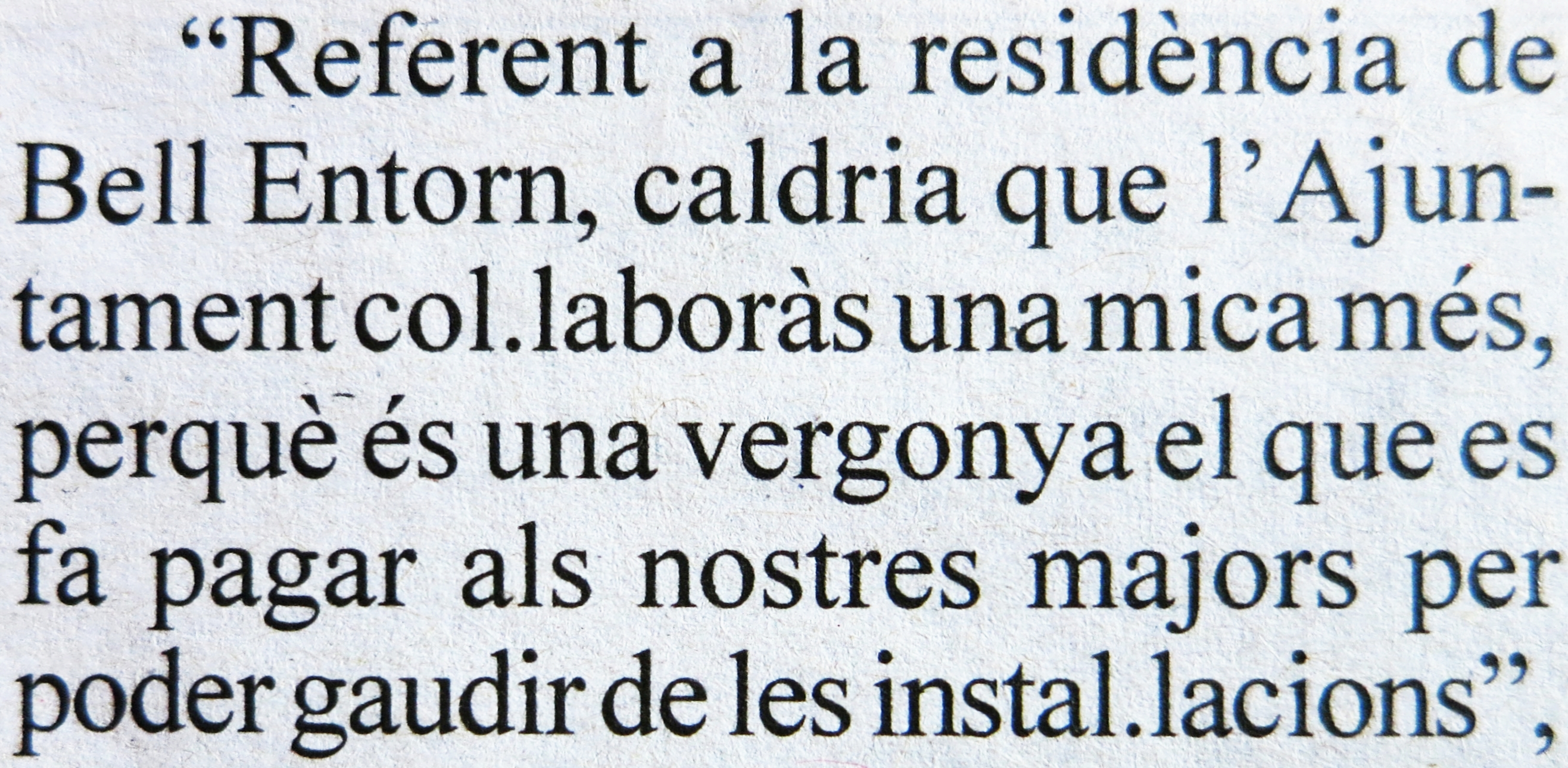
Ersatz durch einen normalen Punkt in einer katalanischen Lokalzeitung

In der Orthografie einiger Sprachen, in denen spezielle Buchstabenfolgen als Grapheme einen einzelnen Laut markieren (wie „sch“ für [⁠ʃ⁠] im Deutschen), wird der Mittelpunkt in solche Buchstabenfolgen eingefügt, wenn die einzelnen Teile getrennt zu lesen sind (analog würde man im Deutschen „Kreis·chen“ (= „kleiner Kreis“) im Unterschied zu „kreischen“ schreiben).

#### Katalanisch
Im Katalanischen wird das Zeichen punt volat (wörtlich „geflogener Punkt“) oder punt alçat („erhöhter Punkt“) genannt. Es wird dort zwischen zwei l (l·l; katalanisch: ela geminada) gesetzt, wenn diese zu zwei verschiedenen Silben gehören, beispielsweise in col·lecció (Sammlung) oder paral·lel (Parallele, auch Name einer Hauptstraße im Zentrum Barcelonas). Dies dient in erster Linie als Hinweis auf die korrekte Aussprache [⁠ł⁠], da „ll“ ansonsten [⁠ʎ⁠] ausgesprochen wird. Der punt volat wird manchmal behelfsmäßig durch einen gewöhnlichen Punkt ersetzt („l.l“).

#### Gaskognisch
Ähnlich unterscheidet im Gaskognischen der Mittelpunkt (punt interior „innerer Punkt“, ponch naut „hoher/oberer Punkt“) die Grapheme s·h [s.h] von sh [ʃ] und n·h [n.h] von nh [ɲ]. Beispiele:
- castanha [kas'taɲɔ] / in·hèrn [in.'hɛɾ].
- floreish [flu'ɾejʃ] / des·har [des.'ha].

### Als diakritisches Zeichen (frankoprovenzalisch)
Im Frankoprovenzalischen dient ein nachgestellter Mittelpunkt zur Unterscheidung folgender Grapheme:
- ch· [⁠ʃ⁠], gegenüber ch [⁠ts⁠]
- j· [⁠ʒ⁠], gegenüber j [⁠dz⁠]
- g· (vor e, i) [⁠ʒ⁠], gegenüber g (vor e, i) [⁠dz⁠]

### Textgliederung

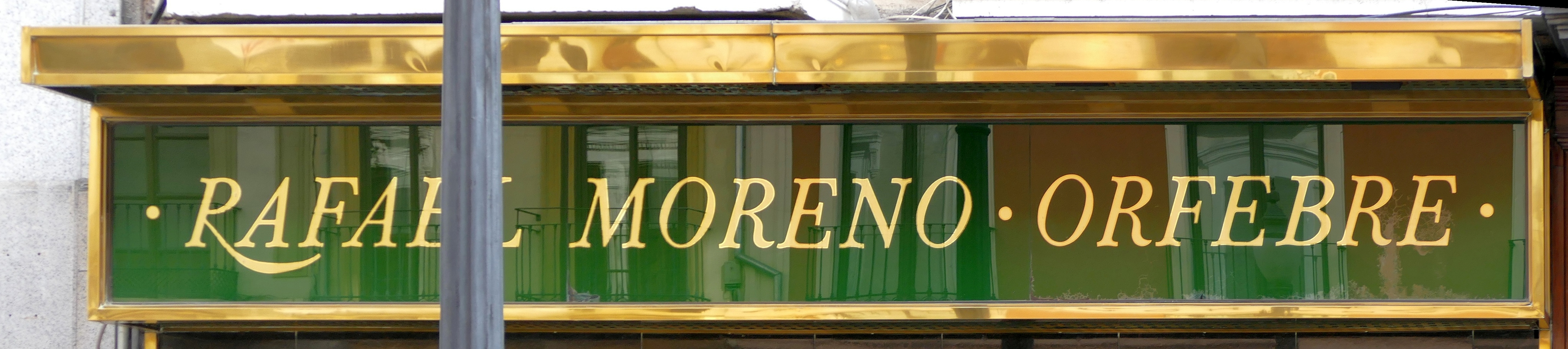
Ladenschild in Granada

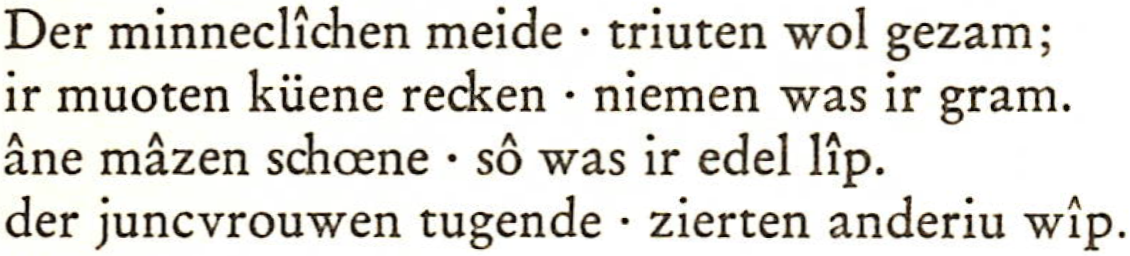
Nibelungenlied (3. Strophe) in einer 1994 gedruckten Ausgabe

Der Mittelpunkt kann als typografisches Element zwischen gleichrangigen Wörtern verwendet werden, die ohne zusammenhängenden Satz aufscheinen. Beispielsweise können in einer Zeile dargestellte Adressangaben so gegliedert werden:
Erika Mustermann · Mustergasse 67 · 12345 Musterstadt
In Werbematerialien, Ladenschildern u. dgl. kann eine solche Zeile auch zusätzlich von Mittelpunkten eingerahmt werden. In solchen Zusammenhängen können auch der Blickfangpunkt oder geeignete Schmuckzeichen statt des Mittelpunktes eingesetzt werden.

### Versgliederung
Der Mittelpunkt kann zur Hervorhebung der Struktur in Versdichtungen eingesetzt werden, beispielsweise zur Trennung von Anvers und Abvers in Nibelungenstrophen.

### Mediopunkt

#### Mediopunkt in Leichter Sprache
Leichte Sprache ist eine im Interesse der sozialen Inklusion von Personen mit verminderter Sprachkompetenz und der Barrierefreiheit behördlich anwendbare Sprachvarietät des Deutschen. Die Regeln sehen vor, aus mehreren Wortbausteinen bestehende Wörter (Komposita) durch Bindestrich oder Mittelpunkt zu gliedern (Wortbestandteilgrenzen); der Mittelpunkt wird in diesen Regelwerken als „Mediopunkt“ bezeichnet. Die Verwendung des Mittelpunktes sei vorzuziehen, wo die Bindestrichverwendung abweichend von der Standardorthographie ist (wie im Beispiel Rechts-Anwalt), da durch die unorthografische Bindestrichverwendung hier falsche Lernimpulse gesetzt werden. Der Mittelpunkt wird hingegen ohne folgende Großschreibung verwendet (Rechts·anwalt), um so überall dort Lexemgrenzen zu signalisieren, wo ein Bindestrich nicht der Standardorthografie entspricht. In einer Wortzusammensetzung können somit beide Zeichen vorkommen, Beispiel: Leichte-Sprache-Regel·werk.

#### Mediopunkt in geschlechtergerechter Sprache
Das Handbuch geschlechtergerechte Sprache aus dem Dudenverlag erwähnte im April 2020, dass der Mediopunkt (·) stellenweise als Mittel der gendergerechten Schreibung im Deutschen eingesetzt werde, um bei abkürzenden Beidnennungen neben der sprachlichen Gleichbehandlung von Frauen und Männern auch nichtbinäre Personen einzubeziehen: Student·innen (vergleiche Divers, Soziale Inklusion). Ausgesprochen wird der Mittelpunkt an solchen Stellen als Gender-Pause (Glottisschlag), als ob dort ein Leerzeichen stände: Student innen. Hingewiesen wird darauf, dass die Verwendung des Mediopunkts im Wortinneren nicht Bestandteil der amtlichen Rechtschreibung ist.
Die Gesellschaft für deutsche Sprache (GfdS) lehnte im August 2020 in ihren Leitlinien der GfdS zu den Möglichkeiten des Genderings neben Gendersternchen, Unterstrich, Doppelpunkt und Binnen-I auch den Mediopunkt ab: „Der Punkt auf Mittelhöhe wird von der Gesellschaft für deutsche Sprache nicht empfohlen. Er ist kein Bestandteil der deutschen Rechtschreibung und verursacht nicht wenige grammatische Probleme: Dies ist der Fall bei Umlautungen: nicht: Ärzt·in, Bauer·in. Problematisch ist es auch, wenn weibliche und männliche Form unterschiedliche Endungen haben, zum Beispiel bei flektierten Formen: nicht: Kolleg·in, Ärzt·innen, den Schüler·innen. […] Werden Personenbezeichnungen mit Mediopunkt vorgelesen, erwecken sie den Anschein, nur das weibliche Geschlecht sei gemeint. Praktikabilität: Der Mediopunkt befindet sich nicht als Sonderzeichen auf der Computertastatur und ist über Umwege verwendbar“ (siehe auch GfdS-Kritik an Genderzeichen). Die Bayerische Staatsregierung nannte 2024 in einer Änderung der Allgemeinen Geschäftsordnung für die Behörden des Freistaates Bayern (BayAGO) auch den Mediopunkt als nichtzulässiges Zeichen im Schriftverkehr.
Mitte 2021 erließ die Schweizer Bundeskanzlei eine Weisung, in der sie auch den Mediopunkt als Genderzeichen für deutschsprachige Texte der Bundesverwaltung ablehnt (Details).
Im Französischen ist der Mediopunkt als Mittel der gendergerechten écriture inclusive („inklusive Schreibung“) seit 2017 offiziell in Ministerien verboten, ab Mai 2021 auch im gesamten Bildungsbereich Frankreichs.

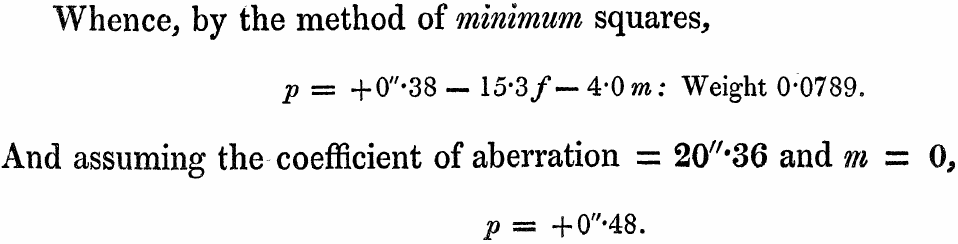
Dezimaltrennzeichen in einem britischen Druck von 1839

### Als Dezimaltrennzeichen (britisches Englisch)
In älteren britischen Drucken wird als Dezimaltrennzeichen regelmäßig der Mittelpunkt verwendet. In einigen Vorgaben für wissenschaftliche Veröffentlichungen ist dies auch heute gebräuchlich (Stand 2024).

### Chemie
In chemischen Formeln wird der Mittelpunkt als Trennzeichen zwischen Teilformeln für Einzelmoleküle verwendet, wenn solche Moleküle in festem Zahlenverhältnis eine Substanz (z. B. einen Kristall) bilden. So gibt es neben kristallwasserfreiem Natriumsulfat (Anhydrat) Na2SO4 das Decahydrat Glaubersalz mit 10 Wassermolekülen pro Formeleinheit: Na2SO4 · 10 H2O. Andere Schreibweisen verwenden hier statt des Mittelpunktes das Malkreuz × oder den Kleinbuchstaben „x“. Der Mittelpunkt repräsentiert hier keinen Malpunkt, auch wenn das Zeichen gelegentlich als „mal“ gelesen wird; diese Sprechweise ist in der Chemie nicht allgemein üblich.
In alten Lexika findet sich durch Mittelpunkte zwischen Teilformeln gegliederte zeilenorientierte Schreibweise insbesondere für organische Kettenmoleküle, etwa CH3·CO·CH3 für Aceton. Sie ist platzsparend und sagt nichts über vorhandene Mehrfachbindungen aus.

### Arithmetik
Siehe dazu ausführlich unter Malzeichen zu den im Zusammenhang mit Berechnungen üblichen Bezeichnungen.

## Der Mittelpunkt in verschiedenen Schriftsystemen
In Unicode sind für verschiedene Schriftsysteme, in denen der Mittelpunkt bezüglich genauer Lage, Abstand zu benachbarten Schriftzeichen und Variation der Gestalt speziellen Anforderungen genügen muss, unterschiedliche Zeichen enthalten.
- U+00B7 middle dot ist der Mittelpunkt für das lateinische Schriftsystem und zahlreiche andere Schriftsysteme mit ähnlicher Struktur (beispielsweise kyrillisch).
- U+30FB katakana middle dot ist der Mittelpunkt für die japanische Schrift. Das Zeichen enthält seitlichen Weißraum, um im Fließtext die gleiche einheitliche Breite wie die anderen japanischen Schriftzeichen einzunehmen.

U+FF65 halfwidth katakana middle dot ist ein aus dem japanischen 8-Bit-Zeichenkodierungsstandard JIS X 0201 von 1969 übernommenes Zeichen für halbbreite Darstellungen von Katakana-Texten, die in speziellen Anwendungen in Zusammenhang mit älteren Datenterminals zum Tragen kommen.
- U+16EB runic single punctuation wird in der Runenschrift verwendet.
- U+2E31 word separator middle dot ist ein spezieller Worttrenner für die avestische Schrift und ähnliche Schriftsysteme.[18][19]
- U+10101 aegean word separator dot ist ein spezieller Worttrenner für die Schriften Linear A und Linear B.[20]

## Darstellungsvarianten

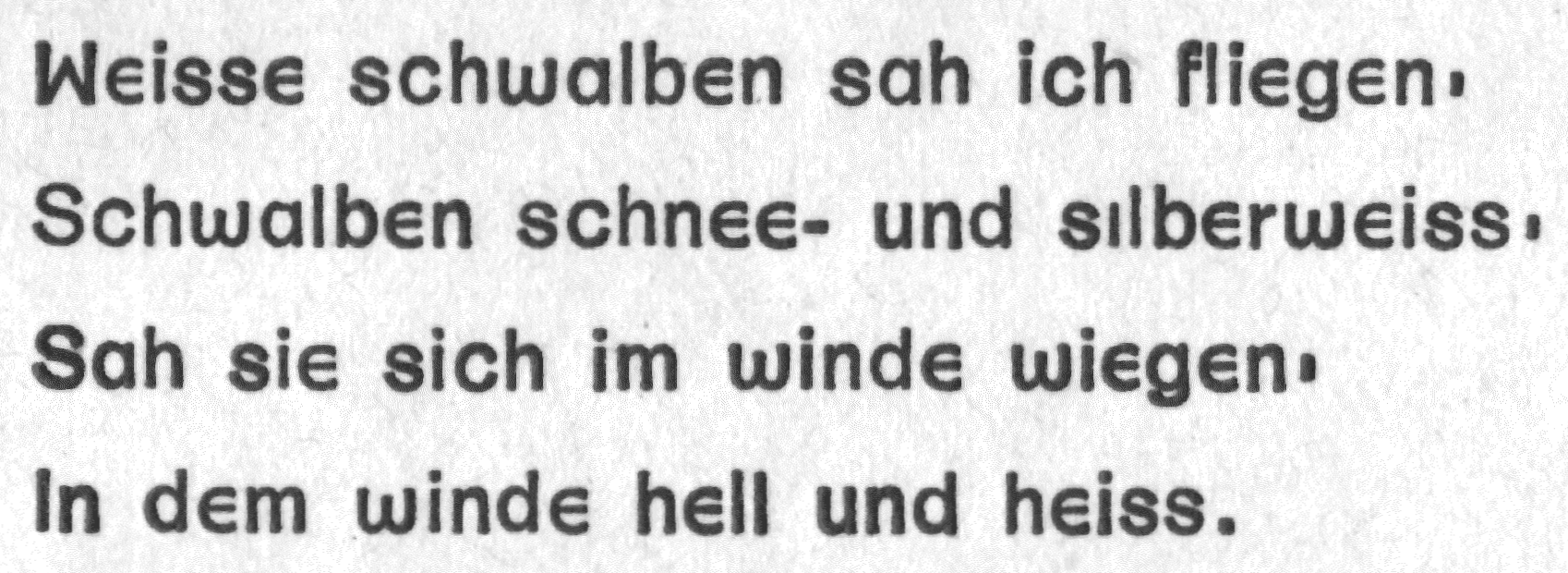
Hochpunkt bei Stefan George

Der Lyriker Stefan George entwickelte am Anfang des 20. Jahrhunderts für seine Texte eine eigene Schrifttype, in der er eine längliche Form des (in Kommentaren zu seinem Werk so genannten) Hochpunktes häufig an Stelle des Kommas verwendete.

## Ähnliche Zeichen
Hier sind punktähnliche Schriftzeichen beschrieben, deren Zentrum höher als der des Punkt-Satzzeichens über der Grundlinie liegt. Solche Zeichen können definitiv kreisförmig sein (vollflächig oder hohl), der Form des Punkt-Satzzeichens folgen (das in einzelnen Schriftarten anders als kreisförmig sein kann), oder eine spezielle Form aufweisen (wie das IPA-Zeichen für „halblang“).

Mittelpunkt und dedizierter Unicode-Malpunkt (U+22C5) in Schriftart Segoe UI Symbol, umrahmt von senkrechten Strichen und anderen Zeichen

### Malpunkt-Varianten
Unicode enthält mit U+22C5 dot operator einen dedizierten Malpunkt. Dieser ist ein dem Mittelpunkt ähnliches Zeichen, kann jedoch etwas magerer ausgelegt sein, breiteren Weißraum aufweisen und in der Lage an andere Rechenzeichen angepasst sein (vertikale Position gleich wie der Querbalken des Pluszeichens). Dieses Zeichen ist (Stand Anfang 2018) nur in wenigen Schriftarten als eigenständiges Schriftzeichen vorhanden; somit verbleibt der in allen gängigen Schriftarten vorhandene Mittelpunkt in nicht speziell mathematischen Texten das geeignete Zeichen zur Darstellung des Malpunkts für die Grundrechenart Multiplikation. In mathematischen Texten ist der dot operator speziell geeignet für das Skalarprodukt von Vektoren in semantischer Unterscheidung zur Multiplikation von einfachen Zahlen.
Eine weitere Variante ist das Unicode-Zeichen U+2219 bullet operator, das ebenfalls außerhalb spezieller Schriftarten für den mathematischen Formelsatz nur wenig verbreitet ist. Es kann ersatzweise mit dem gegenüber dem Mittelpunkt etwas fetteren Aufzählungspunkt dargestellt werden.
In für mathematische Anwendungen gestalteten Schriftarten sollen sowohl der dot operator als auch der bullet operator immer kreisrund sein.

### Blickfangpunkt

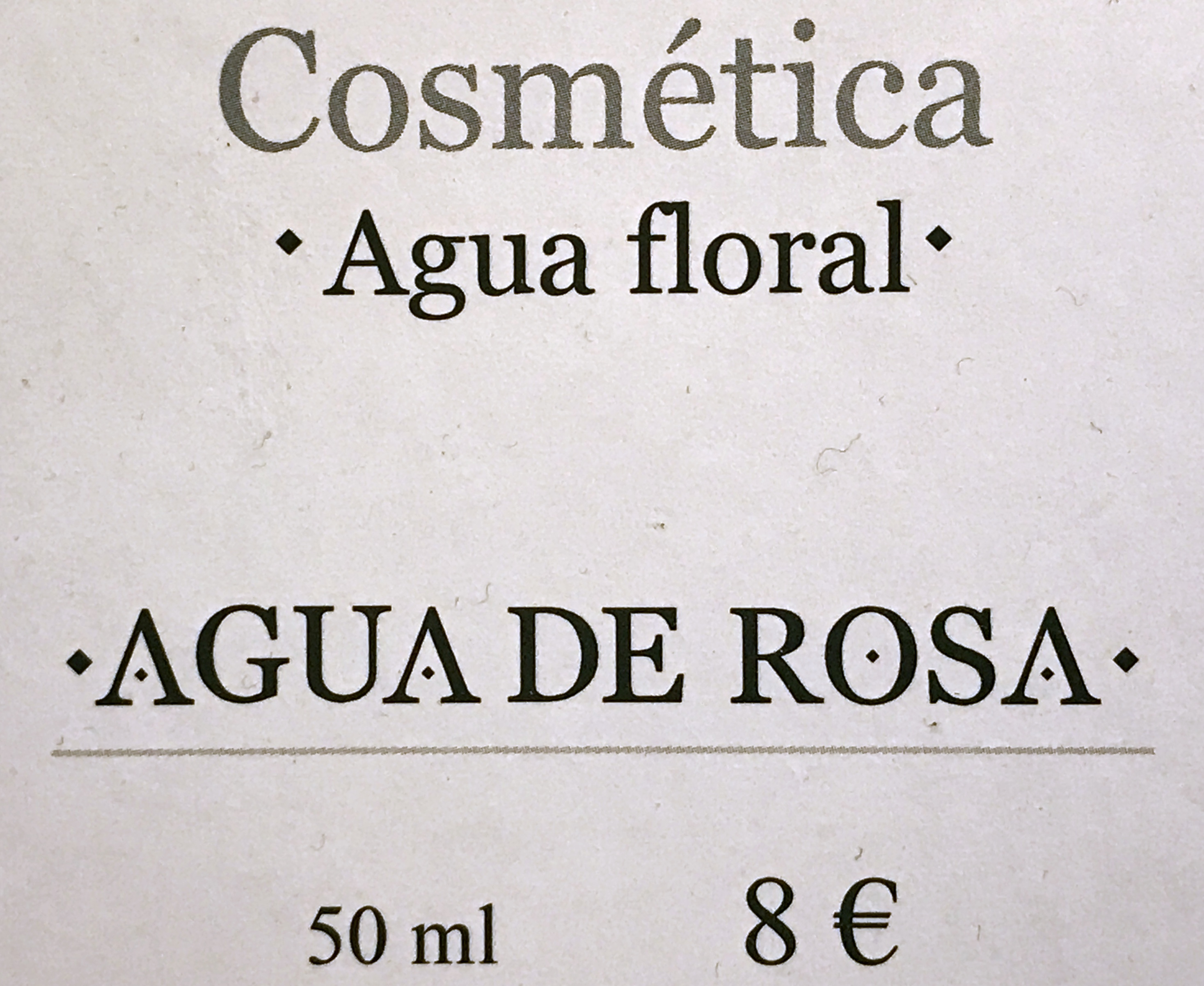
Blickfangpunkte auf einer Produktbeschilderung

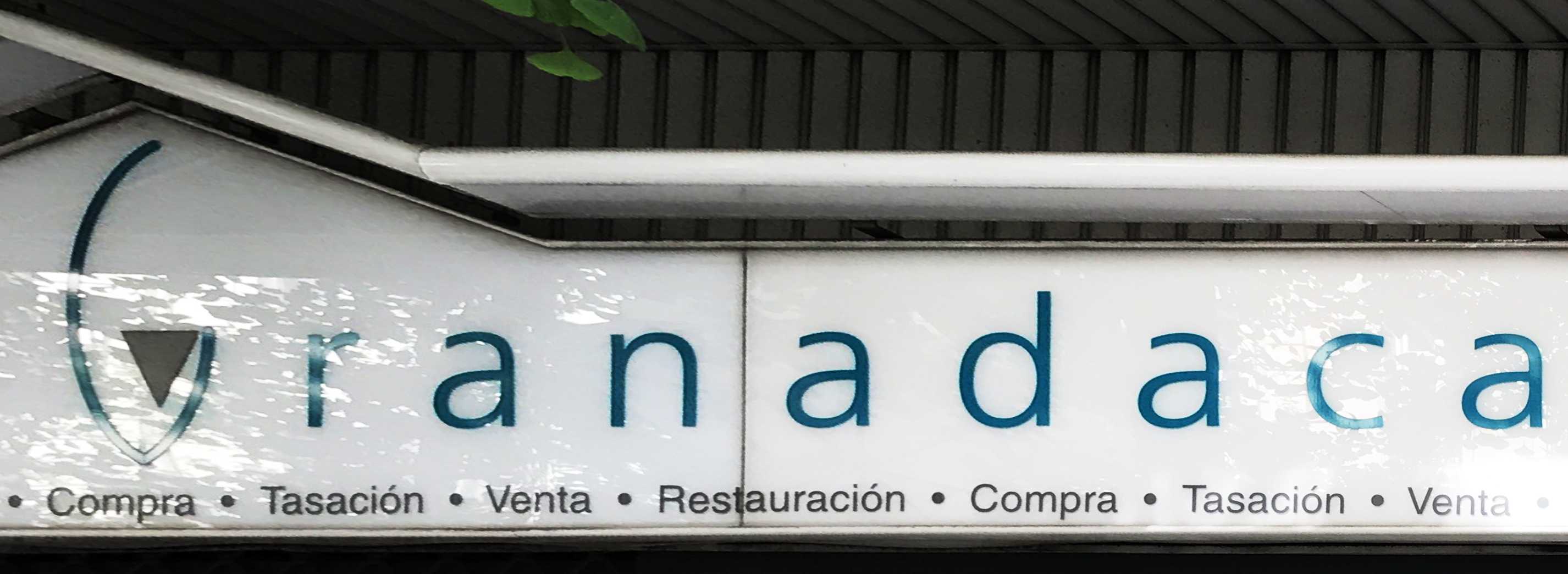
Ladenschild in Granada, Aufzählungspunkte in der unteren Zeile

Der Blickfangpunkt (Unicode: U+2022 bullet), auch Aufzählungspunkt genannt, ist eine fette Variante des Mittelpunktes (siehe die Schriftartbeispiele oben unter Typografie und Aussehen). Er wird beispielsweise zur Einrahmung von Produktnamen oder Produktkennzeichnungen in der Werbung eingesetzt, um die Aufmerksamkeit dorthin zu lenken (daher der Name Blickfangpunkt). Er wird auch häufig als Aufzählungszeichen verwendet, also zur Markierung von Listenzeilen wie:
• Dies
• und das.
Auch wird er zur Aufzählung von Begriffen in einer Zeile verwendet, wenn diese nicht in einen grammatisch vollständigen Satz eingebunden sind. Der Blickfangpunkt ist hierbei von Leerzeichen zu umgeben. Beispiel:
Heute im Angebot:
Wurst • Frische Fische • Käse
Wenn der Blickfangpunkt in einer Anwendung zu aufdringlich, der Mittelpunkt an seiner Stelle jedoch zu unauffällig erscheint, sind folgende Varianten verfügbar:
- Der hohle Blickfangpunkt (Unicode: U+25E6 white bullet), auch Aufzählungshohlpunkt genannt,[25] der gleich groß wie der Blickfangpunkt ist, aber als offener Kreis weniger „schwarz“ wirkt.
- Der halbfette Mittelpunkt (Unicode: U+1F784 black slightly small circle), der in der Größe zwischen dem Mittelpunkt und dem Blickfangpunkt liegen soll.[24][26] Dieses Zeichen ist jedoch (Stand Anfang 2017) in kaum einer Schriftart vorhanden.

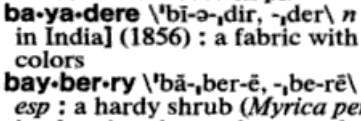
Trennpunkt in einem US-amerikanischen Wörterbuch, 2003

Mittelpunkt, Trennpunkt und japanischer Mittelpunkt in chinesischem Text, Schriftart: Microsoft MingLiU

### Trennpunkt
Der Trennpunkt (Unicode: U+2027 hyphenation point) dient dazu, Trennstellen in Wörtern zu markieren, speziell in Wörterbüchern. Im Unicode-Standard ist dies ausdrücklich als einziger Zweck des Zeichens genannt: “a raised dot to indicate correct word breaking, as in dic·tion·ar·ies”. Das Zeichen kann abweichend vom Mittelpunkt speziell für diesen Zweck gestaltet werden, beispielsweise kann der Punkt dicker ausfallen und etwas tiefer (auf halber x-Höhe) liegen, um die Trennstellen innerhalb einer Kleinbuchstabenfolge optisch deutlicher hervorzuheben. Der Trennpunkt ist (Stand Anfang 2017) nicht in allen gängigen Schriftarten vorhanden, sodass an seiner Stelle häufig der Mittelpunkt verwendet wird.
Abweichend von seiner Zweckbestimmung im Unicode-Standard wird der Trennpunkt in der chinesischen Schrift als Mittelpunkt verwendet. In Taiwan ist diese Verwendung standardisiert. In chinesischen Fonts ist der Trennpunkt deshalb in seiner Zeichendefinition mit Weißraum ausgestattet, sodass das Zeichen im Fließtext die gleiche Breite einnimmt wie die stets gleich breiten chinesischen Schriftzeichen. Der eigentliche Mittelpunkt dagegen fällt schmal aus und fügt sich somit nicht den gleichmäßigen Fluss der chinesischen Schriftzeichen ein, während er für eingestreute lateinschriftliche Textpassagen geeignet ist.

### Griechisches Kolon
Dieses griechische Satzzeichen (Unicode: U+0387 greek ano teleia, neugriechisch άνω τελεία áno teleía) liegt typischerweise auf der x-Linie, also höher als der Mittelpunkt. Es ist somit typografisch ein anderes Zeichen. In Unicode sind Mittelpunkt und griechisches Kolon jedoch als „canonical equivalent“ definiert, können also von Anwendungssystemen gleichgesetzt werden. Die typografische Unterscheidung kann dann nur noch durch Smart-Font-Technologien wie OpenType getroffen werden, die anhand der benachbarten Buchstaben (griechisch oder anders) die korrekte Zeichenhöhe wählen.

### Angehobener Punkt
Unicode enthält seit Version 6.1 einen angehobenen Punkt (U+2E33 raised dot; auch erhöhter Punkt), der auf halber x-Höhe dargestellt wird. Dieser wurde zur Darstellung der verschieden hohen Punkte in koptischen (und auch einigen altgriechischen) Manuskripten neben dem normalen (auf der Grundlinie liegenden) Punkt und dem auf voller x-Höhe liegenden griechischen Kolon benötigt.

### IPA-Zeichen für „halblang“
Das Internationale Phonetische Alphabet (IPA) kennt zwei Längenzeichen, die als suprasegmentale Zeichen das vorangehende Lautzeichen näher spezifizieren. Diese sind das kleinbuchstabenhohe, doppelpunktähnlich aus zwei zur Zeichenmitte hin gerichteten Dreiecken bestehende Zeichen für „lang“ (Unicode: U+02D0 modifier letter triangular colon, IPA: 503 Length mark) und das Zeichen für „halblang“ (Unicode: U+02D1 modifier letter half triangular colon, IPA: 504 Half-length mark), das aus der oberen Hälfte des „Lang“-Zeichens besteht. Das Zeichen für „halblang“ ist also ein kleines Dreieck, das mit der Spitze nach unten auf x-Höhe liegt.

### Sinologischer Punkt
Der sinologische Punkt (Unicode: U+A78F latin letter sinological dot) ist ein Buchstabe des lateinischen Schriftsystems für die Transliteration der Phagpa-Schrift und die phonetische Transkription der Xixia-Schrift (Tangut-Schrift). Er besteht aus einem kreisrunden Punkt, der deutlich dicker als der Mittelpunkt ist und auf x-Höhe (also höher als der Mittelpunkt) liegt. Die Aufnahme als eigenständiges Schriftzeichen in Unicode war Gegenstand kontroverser Diskussionen und erfolgte letztendlich 2015 in Unicode-Version 8.0.

### Diakritische Zeichen im Hebräischen
Im Hebräischen dienen Punkte nahe der Mitte eines Buchstabens als diakritische Zeichen, um die Verdopplung oder eine Aussprachevariante eines Konsonanten zu kennzeichnen (Dagesch, beispielsweise: תּ), ein Waw als u (וּ, Schuruq) oder ein finales He als Konsonant zu kennzeichnen (הּ, Mappiq). Unicode hat zur Darstellung des Dagesch, des Mappiq und des Punktes im Schuruq das gemeinsame Schriftzeichen U+05BC hebrew point dagesh or mappiq.

## Tastatureingabe
Unter Microsoft Windows kann der Mittelpunkt per Alt-Code mittels Alt+0183 eingegeben werden; unter macOS mittels Shift+⌥+9, unter Linux mittels Alt Gr+,.
Auf Tastaturen mit der Belegung E1 gemäß DIN 2137 wird der Mittelpunkt mit der Tastenkombination Alt Gr + . (Punkt) eingegeben.
Auf Tastaturen mit der Belegung T2 gemäß der älteren Normfassung DIN 2137:2012-06 wird der Mittelpunkt mit der Tastenfolge Gruppenumschaltung ⇨ gefolgt von . (Punkt) eingegeben.
Steht die Compose-Taste zur Verfügung, kann der Mittelpunkt mit der Tastenkombination Compose ^ . erzeugt werden.

## Mittelpunkte und ähnliche Zeichen in Unicode
| Zei- chen                  | Aus- sehen     | HTML-Notation | HTML-Notation | Unicode (Codepunkt und Bezeichnung)  | LaTeX-Notation in math-Umgebung | Beschreibung                                   |
| Zei- chen                  | Aus- sehen     | Name          | numerisch10   | Unicode (Codepunkt und Bezeichnung)  | LaTeX-Notation in math-Umgebung | Beschreibung                                   |
| -------------------------- | -------------- | ------------- | ------------- | ------------------------------------ | ------------------------------- | ---------------------------------------------- |
| ·                          | A···B          | &middot;      | &#183;        | U+00B7 middle dot                    | \textperiodcentered             | Mittelpunkt                                    |
| ·                          | A···B          |               | &#903;        | U+0387 greek ano teleia              |                                 | Griechisches Kolon, Hochpunkt (άνω τελεία)     |
| ּ                           | diakr. Zeichen |               | &#1468;       | U+05BC hebrew point dagesh or mappiq |                                 | Dagesch, Schuruq, Mappiq                       |
| ᛫                          | A᛫᛫᛫B          |               | &#5867;       | U+16EB runic single punctuation      |                                 | Satzzeichen der Runenschrift                   |
| •                          | A•••B          | &bull;        | &#8226;       | U+2022 bullet                        |                                 | Blickfangpunkt                                 |
| ‧                          | A‧‧‧B          |               | &#8231;       | U+2027 hyphenation point             | \textbullet                     | Trennpunkt                                     |
| ∘                          | A∘∘∘B          |               | &#8728;       | U+2218 ring operator                 | \circ                           | (mathematisches Zeichen)                       |
| ∙                          | A∙∙∙B          |               | &#8729;       | U+2219 bullet operator               | \bullet                         | spezielles Malzeichen für Skalarprodukt        |
| ⋅                          | A⋅⋅⋅B          | &sdot;        | &#8901;       | U+22C5 dot operator                  | \centerdot, \cdot, \cdotp       | Malpunkt                                       |
| ●                          | A●●●B          |               | &#9679;       | U+25CF black circle                  |                                 | Vollflächiger Kreis                            |
| ◦                          | A◦◦◦B          |               | &#9702;       | U+25E6 white bullet                  |                                 | Hohler Blickfangpunkt                          |
| ⦁                          | A⦁B            |               | &#10625;      | U+2981 z notation spot               |                                 | Sonderzeichen für die Z-Notation               |
| ⸰                          | A⸰B            |               | &#11824;      | U+2E30 ring point                    |                                 | avestisches Satzzeichen                        |
| ⸱                          | A⸱B            |               | &#11825;      | U+2E31 word separator middle dot     |                                 | Worttrenner (avestisch und weitere Schriften)  |
| ⸳                          | A⸳B            |               | &#11827;      | U+2E33 raised dot                    |                                 | Angehobener Punkt (koptisch und altgriechisch) |
| ・                         | A・B           |               | &#12539;      | U+30FB katakana middle dot           |                                 | Vollbreiter Katakana-Mittelpunkt               |
| ꞏ                          | AꞏB            |               | &#42895;      | U+A78F latin letter sinological dot  |                                 | Sinologischer Punkt                            |
| ･                          | A･B            |               | &65381;       | U+FF65 halfwidth katakana middle dot |                                 | Halbbreiter Katakana-Mittelpunkt               |
| 𐄁                          | A𐄁B            |               | &#65703;      | U+10101 aegean word separator dot    |                                 | Worttrenner für Linear A und Linear B          |
| 𐬹                          | A𐬹B            |               | &#68409;      | U+10B39 avestan abbreviation mark    |                                 | avestisches Abkürzungszeichen                  |
| 🞄                          | A🞄B            |               | &#128900;     | U+1F784 black slightly small circle  |                                 | halbfetter Mittelpunkt                         |
| Schwarze (gefüllte) Kreise |                |               |               |                                      |                                 |                                                |
| ⏺                          | A⏺⏺⏺B          |               | &#9210;       | U+23FA black circle for record       |                                 | Kreis für Aufnahme-Taste                       |
| ⚫                         | A⚫⚫⚫B       |               | &#9899;       | U+26AB medium black circle           |                                 | Mittelgroßer schwarzer Kreis (sic!)            |
| ⬤                          | A⬤B            |               | &#11044;      | U+2B24 black large circle            |                                 | Schwarzer großer Kreis (sic!)                  |
| 🌑︎                         | A🌑︎🌑︎🌑︎B       |               | &#127761;     | U+1F311 new moon symbol              |                                 | Neumond-Symbol (Emoji: 🌑️)                     |